# Stekare
Stekare, med adjektivformen stekig, är ett uttryck som i svenskan under tidigt 2000-tal kommit att användas om en viss typ av yngre personer i svensk överklass.
Stereotypen "stekare" refererar vanligtvis till en typ av ung man som är, eller åtminstone tydligt försöker ge sken av, att vara ekonomiskt oberoende. Liksom många tidigare provocerande ungdomsgrupper såsom det sena 1800-talets grilljannar och 1940-talets swingpjattar förknippas även stekarna i stor utsträckning med en viss klädstil. Aftonbladets krönikör Fredrik Virtanen beskrev 2005 denna så här: "Flottigt Runar-hår, brun utan sol-kräm, Canada Goose-täckjacksväst, röd skjorta, jättestora wraparoundshades, blekta lyxjeans och hiphop-sneakers."

## Exempel i populärkulturen

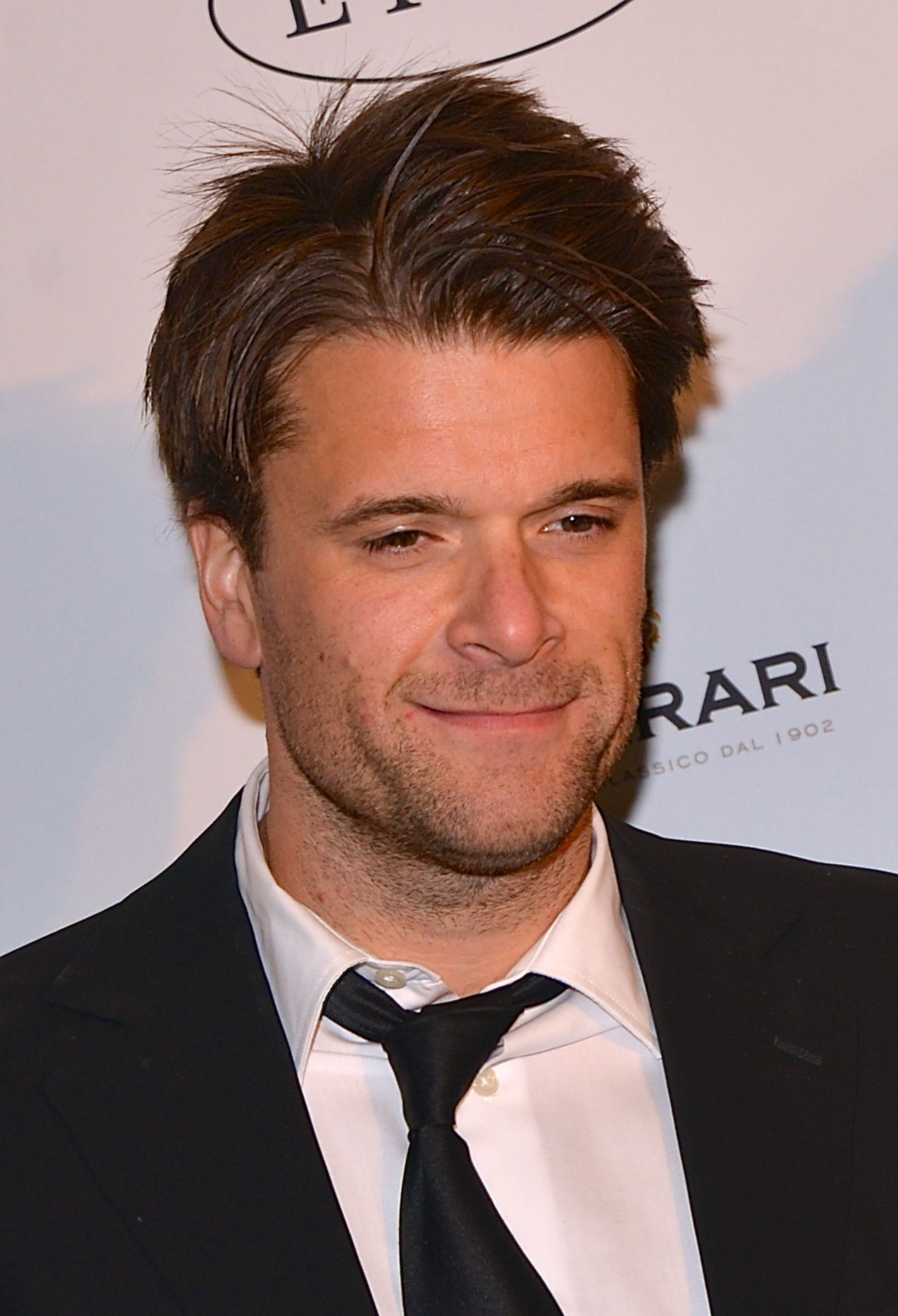
Komikern Peter Magnusson har spelat rollfiguren "Stekarn" i olika tv-produktioner.

En skildring av stekarfenomenet i mer populärkulturell form finns i nr 23-24 (2006) av tidningen Kapten Stofil. Tecknaren David Nessle låter där sin antisuperhjälte Den Maskerade Proggaren konfronteras med en superskurk med just namnet "Stekaren". Denne beskrivs som "ett rikemansyngel" i Armanikostym som "håller hov på en innekrog i Stockholm" och betalar med "pappas plastkort".
I romanen Snabba cash (2006) av Jens Lapidus skildras livet hos en ung man som i sin jakt på pengar och status nästlar sig in i en värld fylld av stekare, brats och överklassnobberi. Boken blev en stor succé och filmatiserades senare.
I de flesta avsnitt av sketch-tv-programmet Fredag hela veckan (2007–2008) och på Humorgalan 2008 har komikern Peter Magnusson gestaltat rollen "Stekarn", som spenderar över 12 000 kronor på en hårklippning, äter Biff Rydberg till mousserande vin på Teatergrillen eller Riche i Stockholm, och sedan festar på Sturecompagniet.